# 大饼鸡蛋

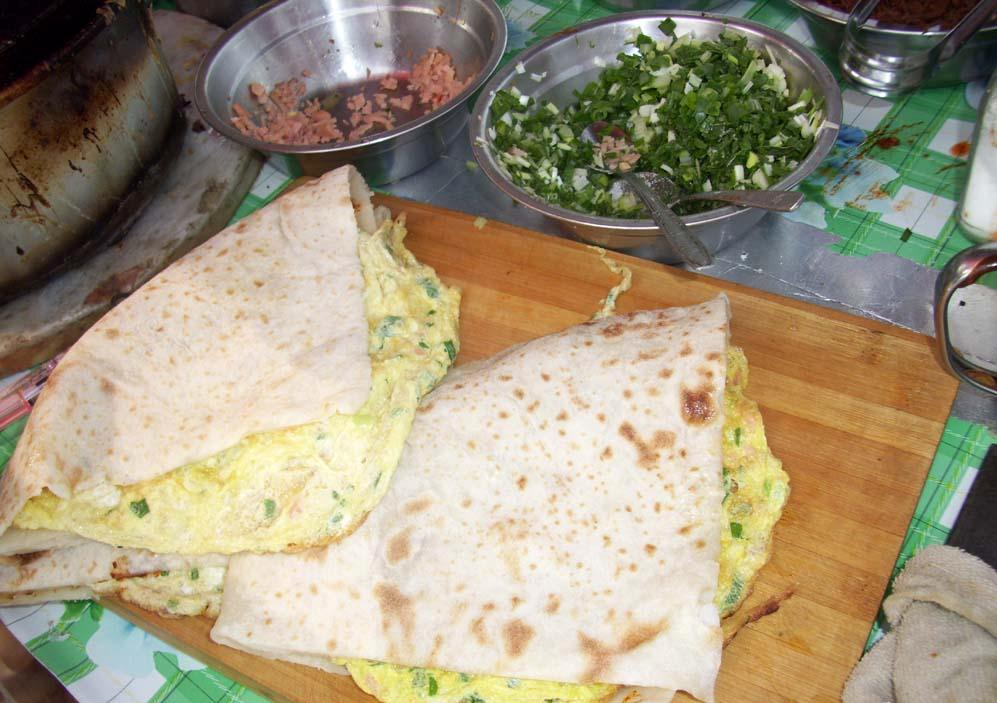
大饼鸡蛋

大饼鸡蛋又称大饼卷鸡蛋，是一种天津风味街头小吃，现在有多处流行。用饼卷煎鸡蛋，食用时加甜麵酱、虾酱、辣酱、腐乳、咸菜、海带、黄瓜和葱。

## 形式
大饼卷鸡蛋在天津地区多以街头路边销售，摊主在小手推车里放置煤气灶，上置直径20厘米左右的平锅和多种佐料。贩卖时煎鸡蛋当场制作，一般煎两个鸡蛋，将面铺烙的大饼顺层撕开，把煎鸡蛋放上，并辅以佐料：甜酱萝卜块、辣咸菜丝、葱丝、海带丝、黄瓜丝、果仁，再刷上甜面酱、虾酱、辣酱、腐乳等调料，将大饼鸡蛋卷起呈圆桶状。还可以加入香肠等。
事实上这种食物在街头的售卖，在华北地区确实以天津地区最为广泛，且居民已形成饮食习惯。因此作为一种“特色小吃”来定义，未尝不可。

## 历史
地方小吃自然而成，类似于熟梨糕，成型于明清两代之前。